# 17 Pułk Artylerii Lekkiej

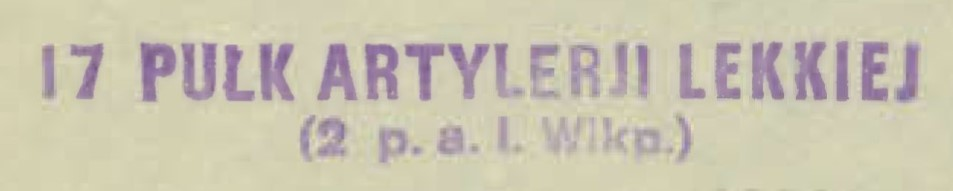
Pieczęć nagłówkowa 17 pal (2 pal Wlkp.)

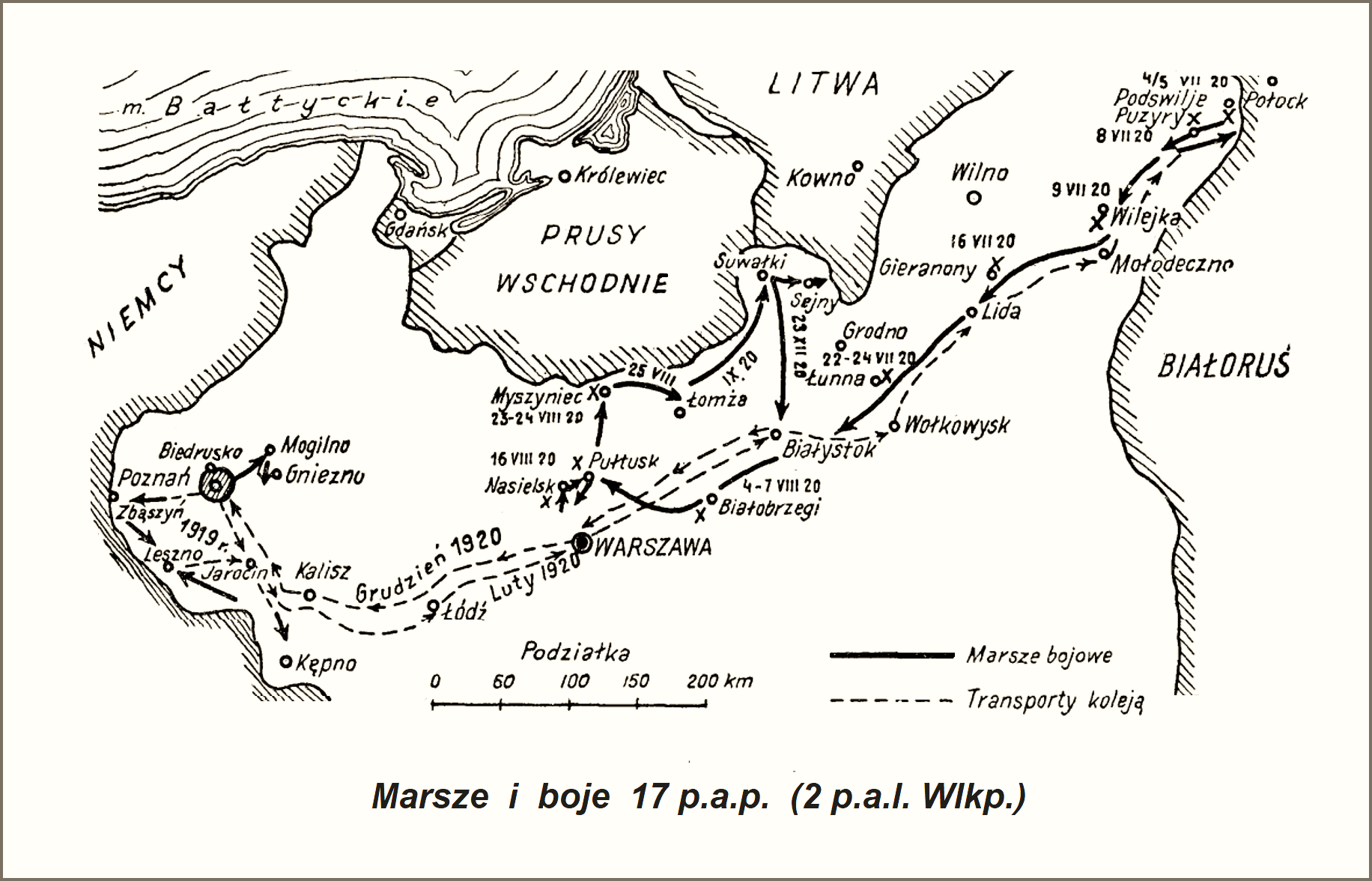
Bogumił Stylo, Zarys historji wojennej 17-go pułku artylerji polowej

17 Pułk Artylerii Lekkiej (17 pal) – oddział artylerii lekkiej Armii Wielkopolskiej i Wojska Polskiego II RP.

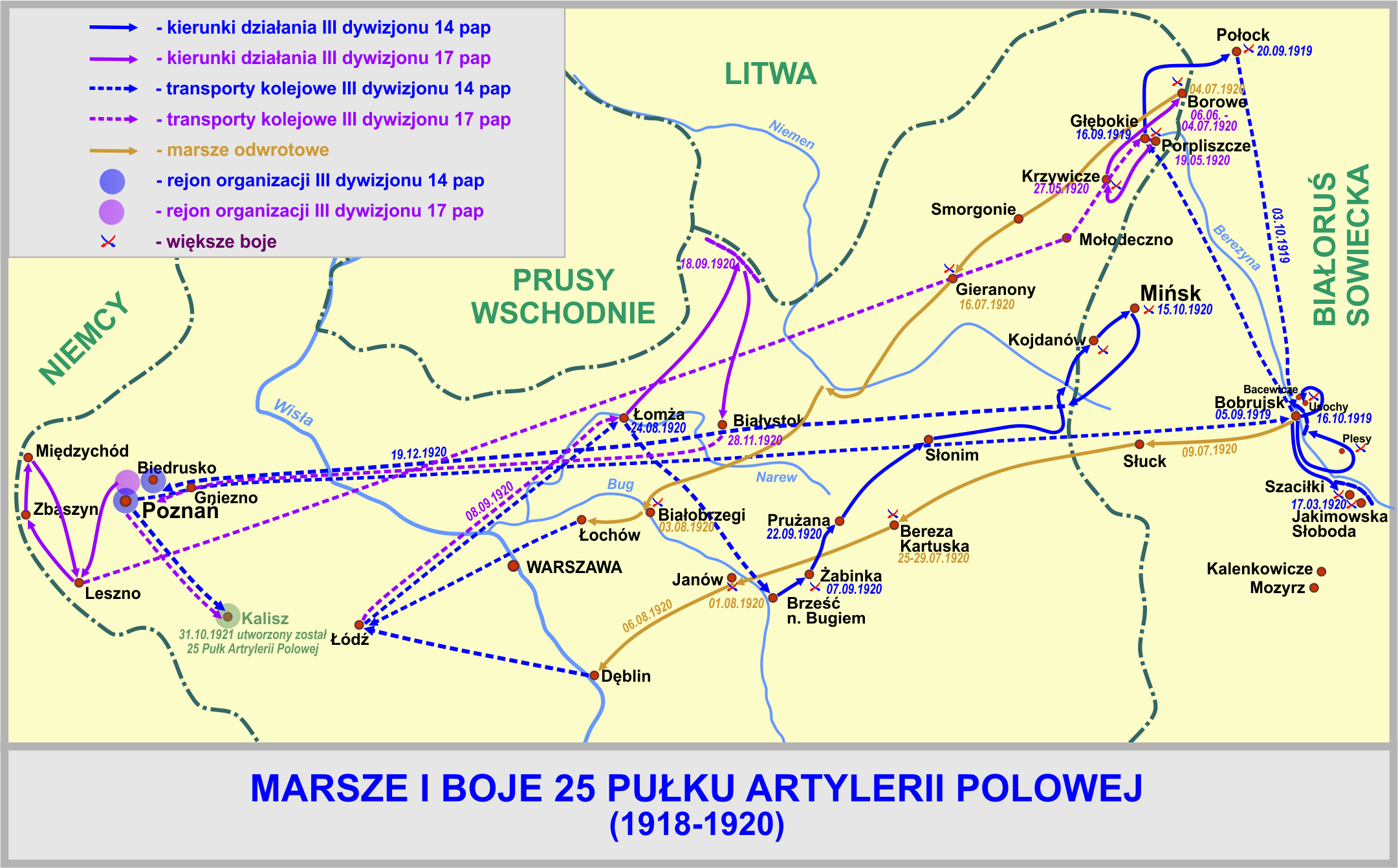
Marsze i boje III dywizjonu pułku w latach 1919–1920

Jego 6 bateria odznaczona została orderem Virtuti Militari za wojnę obronną 1939.

## Formowanie i walki
20 lutego 1919 roku w ówczesnym forcie Prittwitz-Gaffrona, wchodzącym w skład Twierdzy Poznań, podporucznik Sawicki i sierżant Czub przystąpili do organizacji 2 pułku artylerii polowej Wielkopolskiej z ochotników–artylerzystów z byłej armii niemieckiej i rekrutów powołanych dekretem Naczelnej Rady Ludowej. 11 marca dowództwo pułku objął podporucznik Gałuszyński. Kolejne baterie formowały się także w fortach Rocha i Radziwiłła oraz koszarach artylerii na Sołaczu. 17 marca pułk wyruszył do obozu ćwiczebnego Biedrusko w składzie 13 oficerów, 950 szeregowców i 90 koni. 10 kwietnia jednostka została zaprzysiężona na wierność Naczelnej Radzie Ludowej. Cztery dni później rozpoczęto formowanie IV dywizjonu. 8 maja zakończono formowanie jednostki.
W końcu maja ze składu oddziału wyłączony został II dywizjon, jako zalążek 3 pułku artylerii polowej Wielkopolskiej. W związku z powyższym IV dywizjon przemianowany został na II. W sierpniu sztab pułku i II dywizjon powrócił do Poznania. W tym samym czasie oddział przezbrojony został w 75 mm działa włoskie wz. 1906.
Od 18 stycznia 1920 roku pułk wziął udział w triumfalnym wejściu Wojska Polskiego do reszty ziem byłego Wielkiego Księstwa Poznańskiego, zajętych jeszcze przez Niemców, a przyznanych Polsce bez plebiscytu przez traktat wersalski. I dywizjon wyruszył do Kępna, II do Leszna, a III do Zbąszynia i Międzychodu.
23 stycznia 1920 roku 2 pułk artylerii polowej Wielkopolskiej został przemianowany na 17 pułk artylerii polowej.
We wrześniu 1920 pułk dysponował 76,2 mm armatami rosyjskimi.

### Kawalerowie Virtuti Militari
| Żołnierze pułku odznaczeni Krzyżem Srebrnym Orderu Wojskowego Virtuti Militari | Żołnierze pułku odznaczeni Krzyżem Srebrnym Orderu Wojskowego Virtuti Militari | Żołnierze pułku odznaczeni Krzyżem Srebrnym Orderu Wojskowego Virtuti Militari |
| ------------------------------------------------------------------------------ | ------------------------------------------------------------------------------ | ------------------------------------------------------------------------------ |
| plut. Franciszek Czysty                                                        | kpr. Ludwik Herynk                                                             | kpr. Jan Hulisz                                                                |
| kpr. Ludwik Janiak                                                             | bomb. Antoni Kubka                                                             | por. Edmund Kruppik                                                            |
| bomb. Michał Marcinkowski                                                      | kan. Józef Marmol                                                              | ppor. Emil Materne nr 4727                                                     |
| plut. Piotr Mendel                                                             | kan. Antoni Namysł                                                             | st. ogn. Walenty Owczarek                                                      |
| kan. Wojciech Siwiak                                                           | kan. Antoni Skorupka                                                           | bomb. Kazimierz Sosnowski                                                      |
| bomb. Walenty Straż                                                            | ppor. Bernard Szczepański                                                      | plut. Władysław Szmeja                                                         |
| st. ogn. Franciszek Szumiński                                                  | kpt. Stefan Zielke                                                             |                                                                                |

## Pułk w okresie pokoju
23 grudnia 1920 roku pułk transportem kolejowym wrócił z frontu do Wielkopolski. Początkowo stacjonował w Biedrusku, a następnie w Poznaniu i Mogilnie. W listopadzie 1921 roku pułk przybył do swojego stałego garnizonu – Gniezna.
W październiku 1921 roku ze składu pułku wyłączony został III dywizjon i podporządkowany dowódcy nowo powstałego 25 pułku artylerii polowej. W czerwcu 1924 roku został sformowany nowy III dywizjon.
19 maja 1927 roku Minister Spraw Wojskowych marszałek Polski Józef Piłsudski ustalił i zatwierdził dzień 8 maja jako datę święta pułkowego. Pułk obchodził swoje święto w rocznicę zakończenia formowania w roku 1919.
31 grudnia 1931 roku Minister Spraw Wojskowych marszałek Polski Józef Piłsudski przemianował 17 pułk artylerii polowej na 17 pułk artylerii lekkiej.
W maju 1939 roku została wprowadzona nowa organizacja pokojowa pułku, zgodnie z którą liczył on trzy dywizjony po dwie baterie, przy czym I dywizjon był uzbrojony w 75 mm armaty wz. 1897, natomiast II i III dywizjon w 100 mm haubice wz. 1914/1919 P.
| Obsada personalna i struktura organizacyjna w marcu 1939 | Obsada personalna i struktura organizacyjna w marcu 1939 |
| -------------------------------------------------------- | -------------------------------------------------------- |
| dowódca pułku                                            | płk dypl. Stefan Springer                                |
| I zastępca dowódcy                                       | ppłk Edmund Bartkowski                                   |
| adiutant                                                 | kpt. Arnold Nowak                                        |
| naczelny lekarz medycyny                                 | ppor. lek. Feliks Szmigielski                            |
| lekarz weterynarii                                       | kpt. Józef Hetnal                                        |
| oficer zwiadowczy                                        | por. kontr. Paweł Szpiruk                                |
| oficer placu Gniezno                                     | kpt. Antoni Zygmunt Dąbrowski                            |
| w dyspozycji dowódcy                                     | por. Zbigniew Włodzimierz Frej                           |
| II zastępca dowódcy (kwatermistrz)                       | mjr Marian Borzysławski                                  |
| oficer mobilizacyjny                                     | kpt. adm. (art.) Wiktor Radłowski                        |
| zastępca oficera mobilizacyjnego                         | por. Witold Lubomil Rydlewicz                            |
| oficer administracyjno-materiałowy -                     | kpt. Jan Pilakowski                                      |
| oficer gospodarczy                                       | kpt. int. Opieliński Edmund Walenty                      |
| oficer żywnościowy                                       | chor. Romuald Dowrzański                                 |
| dowódca plutonu łączności                                | kpt. Marian Wiktor Jurkowski                             |
| oficer plutonu                                           | por. Jan Szantyr                                         |
| dowódca szkoły podoficerskiej                            | kpt. Stefan Koźniewski                                   |
| zastępca dowódcy                                         | kpt. kontr. Józef Zautaszwili                            |
| dowódca plutonu                                          | por. Jerzy Witold Smykowski                              |
| dowódca plutonu                                          | ppor. Gutkind Edward Tadeusz                             |
| dowódca plutonu                                          | ppor. Korytkowski Mieczysław Józef                       |
| dowódca I dywizjonu                                      | mjr Łoziński Witold Marian                               |
| dowódca 1 baterii                                        | kpt. Kiesewetter Ludomir                                 |
| dowódca plutonu                                          | por. Szymborski Jan Jerzy                                |
| dowódca 2 baterii                                        | p.o. ppor. Grabowski Jan Kazimierz                       |
| dowódca 3 baterii                                        | por. Cieślewicz Feliks Michał                            |
| dowódca II dywizjonu                                     | mjr Krannerwetter Alojzy Kazimierz                       |
| dowódca 4 baterii                                        | kpt. dypl. Lewiński Bolesław Antoni                      |
| dowódca plutonu                                          | ppor. Nowak Leon                                         |
| dowódca 5 baterii                                        | kpt. Poszumski Szymon Tadeusz                            |
| dowódca plutonu                                          | por. Kowalczyk Karol                                     |
| dowódca 6 baterii                                        | kpt. Komorski Eugeniusz                                  |
| dowódca plutonu                                          | ppor. Stanisław Wasylkowicz-Witwicki                     |
| dowódca III dywizjonu                                    | mjr Saraszewski Mieczysław                               |
| dowódca 7 baterii                                        | kpt. Steć Kazimierz                                      |
| dowódca plutonu                                          | por. Fiutowski Tadeusz                                   |
| dowódca 8 baterii                                        | kpt. Wojciechowski Antoni III                            |
| dowódca plutonu                                          | ppor. Kozioł Tadeusz Stefan                              |
| na kursie                                                | por. Owczarek Józef                                      |

### Mobilizacja
24 sierpnia, w godzinach porannych, 17 pułk artylerii lekkiej w garnizonie Gniezno rozpoczął mobilizację alarmową w grupie żółtej, w czasie od A+28 do A+54. W jej trakcie zmobilizowano 17 pal do etatów wojennych. Dodatkowo zmobilizowano w pułku niżej wymienione pododdziały, w tej samej grupie i czasie od A+54 do A+60 dla macierzystej dywizji:
- pluton parkowy uzbrojenia nr 702,
- kolumnę taborową nr 712,
- warsztat taborowy nr 702.

oraz w tej samej grupie i czasie od A+60 do A+72,
- 67 dywizjon artylerii lekkiej.

W oparciu o pokojowy stan 17 dywizjonu artylerii ciężkiej, zmobilizowano w Gnieźnie w ramach mobilizacji alarmowej w grupie żółtej w czasie od A+46 do A+58, 17 dywizjon artylerii ciężkiej do etatów wojennych.   
W II rzucie mobilizacji powszechnej w Kielcach planowano zmobilizować przez 17 pal Ośrodek Zapasowy Artylerii Lekkiej nr 7.  
Stawiennictwo rezerwistów było wzorowe, mobilizacja została ukończona w terminie. Wystąpiły niewielkie braki w kbk, całkowity brak pistoletów dla oficerów rezerwy. Po zakończeniu odbyła się przysięga żołnierzy i przegląd pododdziałów pułku. W dniach 25-27 sierpnia dywizjony II i III udały się w rejon koncentracji macierzystej 17 Dywizji Piechoty. II dywizjon został przydzielony do 68 pułku piechoty i zajął stanowiska ogniowe w rejonie Gutowo, Sokołowo. III dywizjon przydzielony został do 69 pułku piechoty i zajął stanowiska ogniowe w rejonie wsi Wały. 26 sierpnia I dywizjon otrzymał rozkaz do odmaszerowania w rejon Słupcy, do dyspozycji dowódcy 25 Dywizji Piechoty, gdzie dotarł rano 28 sierpnia. Stacjonował bateriami w miejscowościach Kowalewo Opactwo, Gołkowo i Kowalewo. 31 sierpnia I/17 pal został podporządkowany dowódcy 70 pułku piechoty i wraz z nim podjął nocny marsz 31 sierpnia/1 września do rejonu Chocza, poprzez Zagórów, Drzewce, Bukowe. Zmobilizowany 67 dywizjon artylerii lekkiej pozostał w rejonie Gniezna, jedynie 3 bateria została przydzielona do dyspozycji dowódcy 14 Dywizji Piechoty i odmaszerowała 26 sierpnia do miasta Skoki. 17 pal w składzie 17 DP wszedł w skład Armii „Poznań” pod dowództwem gen. dyw. Tadeusza Kutrzeby.  

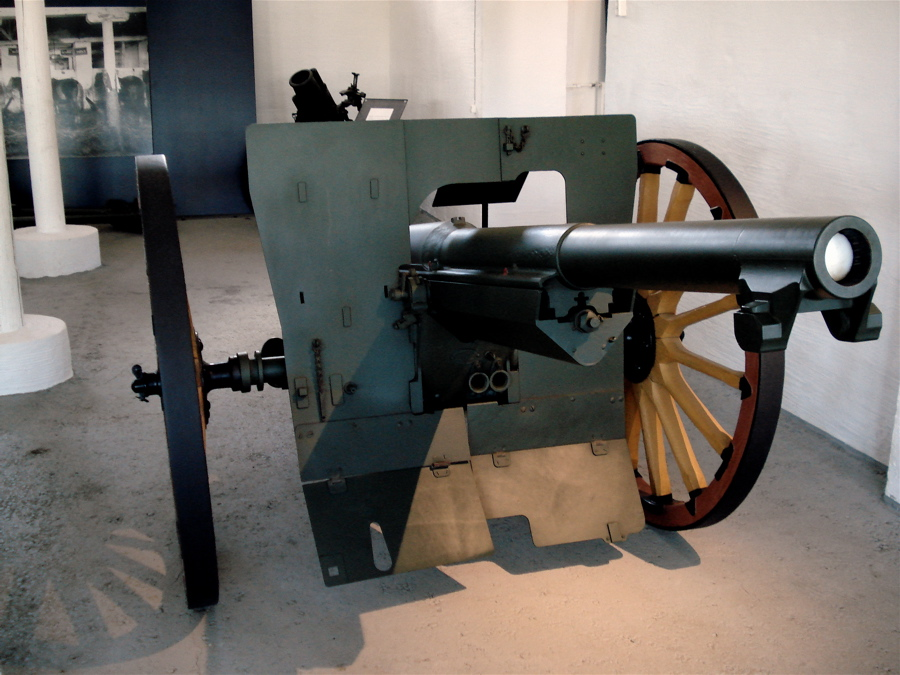
Armata 75 mm wz. 1897

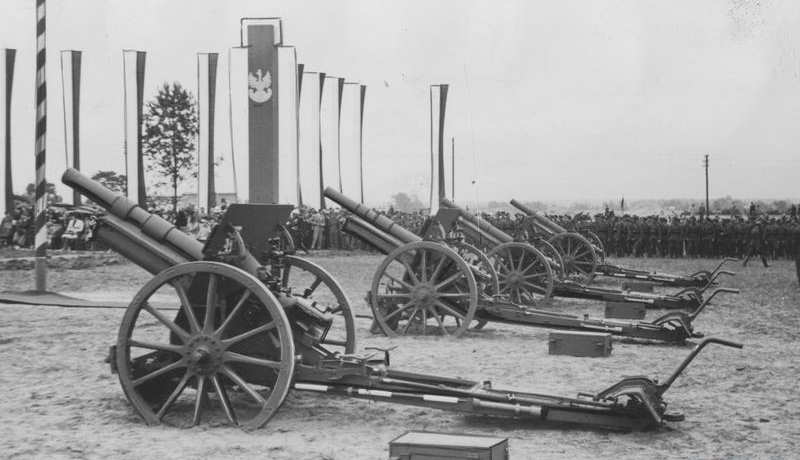
Haubice 100 mm wz. 1914/19P

## 17 pal w kampanii wrześniowej

### Działania bojowe

#### Działania w Wielkopolsce i marsz nad Bzurę
O świcie 1 września 17 pal był rozlokowany następująco: III dywizjon na północny zachód od Gniezna wraz z 69 pp z bateriami w Zdziechowie, Strychowie, Piekarach i dowództwem we wsi Obora, II dywizjon wraz z 68 pp w rejonie Wrześni z dowództwem i jedną baterią w Gutowie Małym, a dwoma bateriami w dworze Gutowo Wielkie; I dywizjon w marszu w rejonie Choczy. 2 września dowództwo 17 pal objął ppłk Stefan Piwakowski; dotychczasowy dowódca ppłk dypl. Stefan Springer odszedł na inny przydział wojenny. I/17 pal dozorował przeprawy przez rzekę Prosna w Choczu. II/17 pal nocą 2/3 września przegrupował się do lasu miejskiego na południe od Gniezna. Ze względu na planowane wsparcie prawego skrzydła Armii „Łódź” przez część sił Armii „Poznań” dokonano przegrupowania 17 DP. Z uwagi na powyższe, w nocy 2/3 września II/17 pal przeszedł z rejonu Gutowa Małego do Graboszewa na południowy zachód od Słupcy, a III/17 pal do Sędziwojewa na północny wschód od Wrześni, poprzez Żydowo, Czeluścin, Grzybowo. 3 września, działając w składzie 25 DP, 70 pp z I/17 pal dyslokowany został do wsi Morawin, celem osłony wschodniego skrzydła 25 DP. Ze względu na nową koncepcję działań armii do obrony przedmościa Koło, utworzono Grupę Operacyjną „Koło” pod dowództwem gen. bryg. Edmunda Knoll-Kownackiego. W skład jej włączono 17 DP i 25 DP oraz inne oddziały. 70 pp wraz z I/17 pal miał ubezpieczać od strony zachodniej odwrót 25 DP, utrzymując las Krupówki i Koźlątków, a następnie wykonać odwrót jako straż tylna 25 DP poprzez Ceków, Ostrów do Dziadowic. Tego też dnia w ramach 17 DP dowództwo 17 pal z III dywizjonem haubic przegrupowało się przez Słupcę i Golinę do rejonu Czarkowa, Chorzenia, Niełusza. II dywizjon haubic przemieścił się przez Chwalibogowo, Działy, Ciążeń, Ląd, Zagórów do rejonu Rzgów, Modła, lasy Józefowo. 4 września 70 pp wraz z I dywizjonem armat, jako ariergarda 25 DP prowadził działania osłonowe; o świcie zamykał przeprawy na rzece Swędrni na odcinku Młyńsko-Morawin od strony Koźminka. Następnie zajął stanowiska ogniowe w rejonie Cekowa i zamykał kierunek z Morawin. Dowódca 17 pal przydzielił dywizjony do pułków piechoty; wraz z nimi maszerowały na przedmoście Koło. III/17 pal w nocy 4/5 września przekroczył Wartę po moście w Koninie, pozostawił ze swojego składu baterię 9/17 pal wraz z Oddziałem Wydzielonym ze składu 69 pp w rejonie Genowefy Wyszyńskiej jako osłonę przemarszu 17 DP. Wieczorem 4 września I/17 pal wraz z 70 pp przemieściły się do lasów Piętno.         
O świcie 5 września 17 DP zajęła północną część przedmościa Koło. 17 pal ugrupował swoje pododdziały na stanowiskach ogniowych w rejonach: III/17 pal (bez 9/17 pal) od rzeki Warty do wsi Genowefa Piorunowska, wraz z 69 pp, 9/17 pal wraz z batalionem I/69 pp w Genowefie Wyszyńskiej, II/17 pal (bez 4/17 pal) od Kamionki do Milinowa, wraz z batalionem I/68 pp, bateria 4/17 pal od Kun do Kamionki wraz z batalionem III/68 pp. O godz. 5:00 5 września I/17 pal wraz z 70 pp przemieściły się z lasów Piętno przez Grzymiszew do wsi Tarnowa. Od 6 września do składu dywizji powrócił I/17 pal wraz z 70 pp. W nocy 5/6 września 17 DP podjęła marsz w kierunku Koła; w kolumnie wraz z 69 pp maszerował III/17 pal, a za nimi 68 pp z II/17 pal. III dywizjon z 69 pp przekroczył o północy most na Warcie w Kole i zajął na wschodnim brzegu Warty rejon w lasach między Grzegorzewem a Przybyłowem. Natomiast II/17 pal z 68 pp został zawrócony na przedmoście Koło. O godz. 3:00 6 września 70 pp wraz z I/17 pal został skierowany do lasów Smolina, Tarnowa celem zamknięcia drogi Turek-Koło.
Z uwagi na częste zmiany rozkazów wysyłanych przez Kwaterę Główną Naczelnego Wodza do dowództwa Armii „Poznań”, w szeregi dywizji wkradł się chaos co do kierunków marszu. 6 września 17 DP otrzymała rozkaz marszu w kierunku Dąbia; jako pierwszy maszerował III/17 pal z 69 pp i osiągnął Chełmno nad Nerem, skąd zawrócono kolumnę w kierunku Kłodawy przez Drzewice, Głębokie. W nocy 6/7 września, pomiędzy godz. 1:00 a 2:00, II dywizjon z 68 pp przekroczył Wartę po moście w Kole i poprzez Drzewice dotarł do Rośla ok. godz. 10:00. O godz. 4:30 I dywizjon z 70 pp przekroczył most na Warcie w Kole i o godz. 8:00 zajął rejon las Krzykosy, Borysławice. Gen. dyw. Tadeusz Kutrzeba podjął decyzję o wykonaniu zwrotu zaczepnego na skrzydło niemieckiej 8 Armii; z uwagi na powyższe rozpoczęto przegrupowania i koncentrację oddziałów armii. 7 września ok. godz. 16:00 III dywizjon wraz z 69 pp wykonał marsz przez Besiekiery do rejonu Odechów, dwór Żabokrzeki, Drzykozy na północny wschód od Grabowa Łęczyckiego, gdzie od wieczora przystąpił do organizacji obrony. Pozostała część dywizji o godz. 19:00 wyruszyła w marsz w rejon Krośniewic. I dywizjon przemieszczał się przez folwark Błędów, Przybyszew, Radzyń, Sobótkę, dwór Walew. II dywizjon poprzez Smardzew, Jastrzębie, Pociecha, Drzykozy. Rano 8 września 17 pal zajął stanowiska I dywizjonem w rejonie folwarku i dworu Miłonice, Cudniki, Zalesie, II dywizjonem w dworze Opienino, kolonii Sobótka, a III dywizjonem w Sławęcinie. 17 DP miała nacierać w ogólnym kierunku na Piątek, Stryków i Łęczycę poprzez rzekę Bzurę, w składzie GO gen. bryg. Edmunda Knolla-Kownackiego.          

#### Udział w bitwie nad Bzurą
8 września i w nocy 8/9 września 17 pal wraz z wspieranymi pułkami piechoty rozpoczął zajmowanie stanowisk wyjściowych do natarcia. III dywizjon, jako wsparcie 69 pp, został przydzielony do 25 DP. O godz. 12:00 8 września wyruszył do rejonu Łęczycy, przed wieczorem zajął stanowiska ogniowe w rejonie wsi Koryta. 17 pal (bez III dywizjonu), wraz z siłami głównymi 17 DP, podjął nocny marsz 8/9 września, docierając rano do Gozdkowa i Wargawki Młodej II dywizjonem oraz do Byszewa, Budki i Kostusina I dywizjonem. 17 pal stanowił artylerię bezpośredniego wsparcia. Dywizjony i baterie zajęły stanowiska ogniowe. Mający nacierać w I kolumnie 70 pp został wsparty I dywizjonem na stanowiskach ogniowych we wsiach Przyłogi, Nędzerzew, Krokorczyce, z punktem obserwacyjnym we dworze Nędzerzew. Do wsparcia natarcia 8 batalionu strzelców przydzielono 5 baterię z II dywizjonu, ze stanowiskami ogniowymi w kolonii Kuchary. Mający wspierać zgrupowany w II kolumnie 68 pp (bez II batalionu) II/17 pal zgrupował się w kolonii Kuchary. 9 września o godz. 10:00 III/17 pal wsparł pierwsze nieudane natarcie na Łęczycę batalionu II/69 pp. O godz. 18:00 III dywizjon ponownie wsparł 69 pp podczas natarcia na Łęczycę, który po ciężkim boju ok. godz. 23:00 wdarł się do centrum miasta. O godz. 17:00 do natarcia przystąpiły siły główne 17 DP. 8 batalion strzelców wraz z baterią 5/17 pal po przeprawieniu się przez Bzurę zdobyły Michałowice i wschodnią część Marynek. Batalion III/68 pp przy wsparciu baterii 6/17 pal do godz. 23:00 zdobył Podgórzyce i Górę Św. Małgorzaty. Nocą 9/10 września I/17 pal przeprawił się przez Bzurę i maszerując za 70 pp poprzez kolonię Węglewice dotarł do rejonu wsi Zagaj Stary.               
Rano 10 września pod dowództwo 17 pal powrócił III dywizjon, zajmując stanowiska ogniowe we wsi Rybitwy. O godz. 6:00 I dywizjon wsparł ze stanowisk ogniowych w pobliżu Rogulic i Zagaja Starego natarcie batalionu III/70 pp na Gaj Stary, który zdobył wieś o godz. 10:00. Rano bateria 4/17 pal wspierała 8 bs w odparciu niemieckiego przeciwnatarcia w rejonie zachodniej części Podgórzyc. 10 września od rana II/17 pal, wraz z 17 dywizjonem artylerii ciężkiej, tworzył zgrupowanie artylerii ogólnego działania pod dowództwem ppłk. Stanisława Piwakowskiego, z 5 i 6 bateriami haubic na stanowiskach ogniowych w Podgórzycach i 4 baterią w południowej części Orszewic. O godz. 10:05 I dywizjon całością wykonał ześrodkowanie ogniowe na pozycje niemieckie na północnym skraju lasu, na południe od Karsznic. Przed południem III/17 pal przeszedł do Orszewic. Po południu niemiecka ciężka artyleria ostrzelała Orszewice i Górę Św. Małgorzaty, w efekcie czego straty poniósł III dywizjon. Pomimo strat, o godz. 16:00 zajął w tym rejonie stanowiska ogniowe. Po godz. 12:00 17 DP podjęła pościg za oddziałami niemieckimi. II dywizjon haubic podjął marsz w kolumnie z I i III batalionami 68 pp w kierunku Skotnik. W trakcie marszu pościgowego, na wieść o zbliżaniu się kolumny samochodów, 6 bateria haubic ostrzelała kolumnę pojazdów, niszcząc 4 samochody. O godz. 14:00 1 bateria armat wspierała czołowy batalion I/70 pp w natarciu ze stanowisk ogniowych w Karsznicach na Śladków Podleśny; po jego zdobyciu zajęła w nim stanowiska ogniowe. Z nowych stanowisk skutecznie ostrzelała wzg. 123 i kolonię Śladków Górny, umożliwiając I batalionowi 70 pp dalsze natarcie, aż pod Grabiszew. 6 bateria haubic wspierała III batalion 68 pp w pościgu na Małachowice; rozbiła stanowiska niemieckiej broni maszynowej, dwie kolumny niemieckiej piechoty i odparła wspólnie z piechotą kontratak niemieckich czołgów, na koniec dopomogła zdobyć Małachowice. Dalsze natarcie na Modlną Probostwo III/68 pp wspierały baterie 4 i 6, 17 pal. Ok. godz. 22:00 poprzez Śladów Podleśny do Karsznic dotarł I/17 pal; także w nocy dotarł w rejon Karsznic III/17 pal. II/17 pal skoncentrował się w rejonie dworu Skotniki z zadaniem wsparcia obrony Małachowic.                
O świcie 11 września 8 bs wspierany przez 4/17 pal zdobył wieś Dybówka. 6/17 pal zajęła rano stanowiska ogniowe w na skraju lasu na północ od Skotnik, o godz. 5.30 I/17 pal zajął stanowiska ogniowe na południowo-wschodnim skraju lasu na północ od Skotnik. 11 września 17 DP miała kontynuować natarcie na Celestynów, Modlną i dwór Sokolniki. O godz. 13:00 4 i 6 baterie haubic ostrzelały wzg.132,3, Dybówkę i drogę Modlna-Małachowice. Tym samym wspomogły natarcie batalionów I i II 69 pp oraz 8 strzelców, mających odzyskać północne Małachowice i Dybówkę utracone podczas niemieckiego kontrataku przed południem tego dnia. Po zajęciu przedmiotów natarcia ok. godz. 14:30 III/17 pal i 17 dac wykonały nawały ogniowe na dwór Sokolniki i Ozorków. Przy skutecznym wsparciu 4 i 6 baterii 17 pal batalion I/69 pp ponownie opanował Dybówkę oraz zdobył dwór Sokolniki; dzięki temu batalion II/69 pp zdobył południowe Małachowice i dotarł pod Modlną Probostwo. W trakcie walk poległ ppor. Leszek Wójcik z 9 baterii haubic. O godz. 16:00 I/17 pal (bez 1 baterii) wykonał ześrodkowanie ognia na Śladków Górny, po którym batalion II/70 pp zdobył Grabiszew, a następnie o godz. 22:00 las na wschód od Celestynowa. Batalion III/70 pp wraz z 1/17 pal do godz. 22:00 bez walki zajął Wolę Rogozińską.               
12 września 17 DP wraz z całą armią kontynuowała natarcie. O godz. 5:00 I/17 pal zajął stanowiska ogniowe 2 baterią armat we wsi Barchowice Stare, a 3 baterią armat we wsi Barchowice Nowe. O godz. 5:00 6 bateria haubic rozpoczęła prowadzenie ostrzału dworu w Modlnej wspierając natarcie II/69 pp; równocześnie III/17 pal i 17 dac ostrzeliwały rejon Modlnej, las na południe od tej miejscowości oraz wzg. 158 i 159, separując rejon walk o dwór Modlna przed dopływem niemieckich posiłków. II/17 pal o godz. 6:00 podjął marsz w pobliże rejonu walk, o godz. 10:00 baterie zajęły stanowiska ogniowe: 5 w centrum wsi Modlna Probostwo, a 4 na jej zachodnim skraju. Jednocześnie do II dywizjonu haubic dołączyła 6/17 pal i zajęła stanowiska ogniowe we wschodniej części wsi Modlna Probostwo. Z tych stanowisk cały II dywizjon wpierał ostrzałem natarcie batalionów II/69 pp i III/69 pp na Sokolniki i Celestynów. 1 bateria armat o godz. 8:00 zajęła stanowiska ogniowe w Wypychowie, skąd wspierała obronę Woli Rogozińskiej przez batalion III/70 pp, a następnie natarcie tego batalionu na las Gieczno. Ok. godz. 16:00 dywizja rozpoczęła przygotowania do natarcia na Stryków. Dokonano stosownych przegrupowań i uzupełnienia amunicji. 5/17 pal została przydzielona do batalionu I/68 pp, dywizjon III/17 pal został zadysponowany do Wypychowa dla wsparcia 70 pp. W tym czasie gen. Tadeusz Kutrzeba wprowadził istotne zmiany do planu bitwy nad Bzurą; tym samym gen. bryg. Edmund Knoll-Kownacki otrzymał rozkaz o wstrzymaniu natarcia na Stryków i przegrupowania podległych dywizji na północny brzeg Bzury.               
W godz. 22:00-23:00 12 września 17 DP rozpoczęła odwrót zgodnie z rozkazem jej dowódcy płk dypl. Mieczysława Mozdyniewicza; 17 pal rozpoczął wraz z innymi oddziałami odwrót w dwóch kolumnach. W kolumnie zachodniej dywizji maszerowało dowództwo 17 pal i II dywizjon z Modlnej do dworu Ktery. W kolumnie wschodniej dywizji maszerował I dywizjon i III dywizjon z Wypychowa do dworu Siemienice. 13 września po nocnym marszu o godz. 10:00 II dywizjon zajął stanowiska ogniowe 4 baterią we dworze Ktery, 5 baterią we wsi Nowe Ktery, a 6 baterią we wsi Ktery. Zadaniem II/17 pal było wsparcie obrony 68 pp na północnym brzegu Bzury, na odcinku Ktery-dwór Siemienice. Ok. godz. 16:00 baterie 1 i 6 zajęły stanowiska ogniowe we wsi Wyręby. Wieczorem poszerzono pas obrony 17 DP do Orłowa. Do świtu 14 września 17 pal zajął stanowiska ogniowe: III dywizjon w rejonie Pawłowic, z zadaniem wsparcia przeprawy pod Młogoszynem, I dywizjon w rejonie Waliszewa, z zadaniem wsparcia obrony przeprawy pod Orłowem, II dywizjon (bez 6/17 pal) na stanowiskach jak poprzednio, z zadaniem obrony przeprawy w rejonie Kter; 6 bateria osłaniała dywizję przy ujściu rzeki Ochnia do Bzury w rejonie Krzyżanów, Jagniątki. Wieczorem w obronie Bzury pozostało zgrupowanie „Szewce”, do którego przydzielono część 17 pal w postaci I dywizjonu i 7 baterii. Pozostała część 17 DP podjęła nocny marsz 14/15 września w rejon Kiernozi i Karsznic. Realizując rozkaz, o godz. 20:00 6/17 pal wraz z 68 pp podjęła marsz poprzez Szewce Nadolne, Plecką Dąbrowę, Wiskienice, Zalesie, Złaków Borowy do Kiernozi. W tym samym kierunku z Kter podjęła marsz reszta II/17 pal. III/17 pal (bez 7 baterii) od Rząśny poprzez Łąźniki, Złaków Kościelny maszerował wraz z 69 pp do Karsznic Małych. Po krótkim odpoczynku o godz. 17:30 z Kiernozi dalszy marsz prowadził II dywizjon haubic poprzez Wejsce, Konstantynów do okolic Rybna. Z Karsznic Małych do rejonu Cypriany-Ćmiszew pomaszerował III dywizjon haubic (bez 7 baterii). Po południu rozwiązano zgrupowanie „Szewce”; w ślad za głównymi siłami dywizji do Rybna wyruszył I dywizjon armat (bez 2 baterii). 2 i 7 baterie pozostały na linii Bzury i Ochni, w składzie Oddziału Wydzielonego płk. Alfreda Konkiewicza. Rano 16 września 17 pal zajął następujące stanowiska ogniowe: dowództwo pułku w Cyprianach, dowództwo II dywizjonu w Aleksandrowie, 4 bateria w Rybnie, baterie 5 i 6 w Cypriankach, a III dywizjon pomiędzy Cypriankami a Cyprianami. W nocy 15/16 września baterie 2 i 7 17 pal pozostające nad Bzurą cofnęły się za rzekę Ochnię; wspierały 5 batalion km i br. tow. i batalion III/70 pp w składzie OW płk. Konkiewicza, który został podporządkowany dowódcy Grupy Operacyjnej gen. bryg. Stanisławowi Grzmotowi-Skotnickiemu. W dniu 16 września 7 bateria haubic wystrzeliła 480 pocisków do atakujących oddziałów niemieckich nad Bzurą i Ochnią. Wieczorem podjęła marsz celem dołączenia do III/17 pal.                            
W godzinach popołudniowych 16 września oddziały 17 DP wraz z 17 pal zajęły stanowiska wyjściowe do natarcia w kierunku Sochaczewa: II/17 pal w rejonie lasu Zofiówka, III/17 pal w południowej części Cyprianki, przy szosie dwór Ruszki-Rybno. W tym czasie do 17 pal dotarło dowództwo I dywizjonu. Wobec wyjścia na 14 i 25 DP natarcia niemieckich oddziałów pancernych, natarcie 17 DP na Sochaczew zmieniono; rozkazano częścią sił nawiązać kontakt i wesprzeć 14 DP. Realizując to ostatnie zadanie wsparto III dywizjonem (bez 7 baterii), szturm 69 pp (bez batalionu) na Bronisławy. Ok. godz. 15:00 maszerujące do Rybna 1 i 3 baterie I dywizjonu w pobliżu wsi Różyce zostały ostrzelane przez niemieckie czołgi. Kpt. Ludomir Kiesewetter zdołał odprzodkować tylko dwa działony I plutonu swojej 1 baterii; unieruchomiono dwa niemieckie czołgi, a pozostałe zmuszono do odwrotu. W wyniku starcia 3 bateria i część 1 baterii rozpierzchły się porzucając armaty i sprzęt. Po zebraniu się ponownym, 3 bateria z 3 armatami i dwoma jaszczami, pod dowództwem ppor. Mirosława Korytkowskiego, podjęła dalszy marsz. 17 września rano, bez kontaktu z dywizjonem, 3 bateria dotarła do Sannik, gdzie została zbombardowana i utraciła pozostałe armaty i jaszcze. Resztki jej przedzierały się przez Bzurę do Puszczy Kampinoskiej. Pozostałości 1 baterii, we wsi Osiek III, dołączyły do oddziałów 26 Dywizji Piechoty. Po południu zgrupowanie niemieckich czołgów przedarło się przez ugrupowanie 25 DP i zajęło dwór Ruszki. Dalszy ruch czołgów niemieckich został zatrzymany przez 6 baterię kpt. Ludwika Głowackiego, która w dwugodzinnej walce unieszkodliwiła 22 czołgi niemieckie. Ok. godz. 15:00, przy wsparciu 4 i 6 baterii, natarcie na dwór Ruszki wykonały batalion II/68 pp i 7 kompania strzelecka. Reszta batalionu III/68 pp zajęła Sochaczew. Wieczorem z Sochaczewa i dworu Ruszki ściągnięto oddziały 17 DP na pozycje wyjściowe; II dywizjon (bez 5 baterii) został przesunięty z lasu Zofiówka do Korycina. Do pozostałości I dywizjonu, dowodzonego przez kpt. Ludomira Kiesewettera, dołączyła 7 bateria i wraz z nim dotarła w rejon Iłowa, gdzie została rozbita przez lotnictwo. 17 lub 18 września resztki jej, podobnie jak pozostałość 1 baterii, dostały się do niewoli niemieckiej.                                                    
W nocy dowódca GO gen. bryg. Edmund Knoll-Kownacki rozkazał maszerować głównym siłom 17 DP na przeprawę przez Bzurę w rejonie Mistrzewic dwoma kolumnami. Marsz rozpoczęto już 17 września. Kolumna północna miała maszerować trasą poprzez dwór Ruszki, Młodzieszyn, Juliopol, północne Mistrzewice; w jej skład wchodził III dywizjon (bez 7 baterii). Kolumna południowa, w której był II dywizjon, miała przemieszczać się przez dwór Ruszki, Adamowa Góra, Bibiampol do Mistrzewic północnych. Nad ranem 17 września III/17 pal (bez 7 baterii) przeszedł przez Młodzieszyn i w drodze do Nowych Mistrzewic został ostrzelany przez artylerię niemiecką i broń maszynową z rejonu Bibiampola. Silny ostrzał rozproszył III dywizjon, haubice i jaszcze ugrzęzły na piaszczystej drodze lub zostały zniszczone przez niemiecką artylerię. Maszerująca jako czołowa 9 bateria uratowała jeden działon. Poległ ppor. Edmund Pawlak. Dowództwo 17 pal i 5 bateria rano dotarły do Juliopola, gdzie w godzinach południowych zostały rozproszone i zniszczone przez niemiecką artylerię. 4 i 6 bateria przeszły w nocy z Korycińca do Nowej Wsi, skąd ok. godz. 5:00 wyruszyły do przeprawy w Mistrzewicach. Podczas marszu utkwiły w zatorze kolumn taborowych. Po południu wzięły udział w walkach obronnych w kompleksie leśnym Biała Góra, Budy Stare. Ok. godz. 21:00 4 i 6 bateria z sześcioma haubicami podjęły próbę forsowania Bzury w rejonie Witkowic. Ze względu na zatarasowanie brodu nie zdołano przeprawić haubic 6 baterii; działa pozostały w rzece, a żołnierze przebili się do Puszczy Kampinoskiej. Pluton 4 baterii haubic zawrócił do folwarku Stefanów. O świcie 17 września 2 bateria w składzie OW płk. Konkiewicza po nocnym marszu dotarła do folwarku Poddębina. Następnie ok. godz. 18:00 kontynuowała marsz do rejonu Brzozowa Starego poprzez Lubików, Osmolin, Byki, Wszeliwy, Kaptury. Bateria osłaniała marsz zgrupowania w jego straży tylnej. Pozostałości 17 pal w dniach 18 i 19 września w rejonie Bud Iłowskich i Iłowa zakończyły swoje istnienie. Poległo w trakcie tych walk wielu żołnierzy 17 pal, w tym ppor. Stefan Kluczewski; wielu było rannych, w tym mjr Kazimierz Klimko, por Jan Szymborski; duża grupa dostała się do niewoli. Wielu żołnierzy przedarło się przez Bzurę i dostało się do Puszczy Kampinoskiej.                                                            

#### Walki w Puszczy Kampinoskiej w drodze do Warszawy
18 września 6 bateria bez dział dołączyła do 60 pułku piechoty z 25 DP i wzięła udział w walkach o wieś Cisowe, gdzie poniosła straty. Poległ między innymi ppor. rez. Antoni Głowacki. W Cybulicach Dużych 19 września zbierały się resztki 17 pal, nad którymi dowództwo objął kpt. Antoni Wojciechowski. Zebrano z II dywizjonu 222 żołnierzy i 150 koni, dowództwo którego objął kpt. Ludwik Głowacki. Z III dywizjonu zebrano 200 żołnierzy. Pozostałości z 1 działem weszły w skład zgrupowania 17 DP pod dowództwem ppłk. Wacława Albrechta. W dniach 20-22 września resztki 17 pal przebijały się w ramach Grupy „Palmiry” do Warszawy. W walkach pod Łomiankami poległo wielu żołnierzy 17 pal, w tym ppor. Franciszek Jęczkowski, ppor. Józef Sujak, ppor. Joachim Kościński. Do Warszawy przebiło się ok. 300 żołnierzy z 17 pal. Większość weszła w skład 25 pułku artylerii lekkiej lub innych oddziałów broniących Warszawy. Grupa ponad 100 żołnierzy z 17 pal dostała się do niemieckiej niewoli w dniach 22-24 września, w tym też grupa oficerów pod dowództwem kpt. Ludwika Głowackiego, która dostała się do niewoli 24 września pod Izabelinem. W dniu 28 września w Warszawie skapitulowała większość żołnierzy 17 pal; tylko nieliczni uniknęli niewoli.

### Oddział Zbierania Nadwyżek 17 pal
Po wyjściu z Gniezna w dniach 25–27 sierpnia 1939 17 pułku artylerii lekkiej w miejsce koncentracji 17 DP, w koszarach pozostały nadwyżki żołnierzy, koni, sprzętu i wyposażenia. Zmobilizowane przez 17 pal nadwyżki osobowe, koni oraz pozostałe wyposażenie, broń i sprzęt pod dowództwem mjr. Mariana Borzysławskiego miały wejść w skład formowanego przez 17 pal w Kielcach Ośrodka Zapasowego Artylerii Lekkiej nr 7. W skład OZN 17 pal weszli oficerowie: kpt. Wiktor Radłowski, kpt. Edmund Opieliński, kpt. Józef Zautaszwilli, por. Paweł Szpiruk, ppor. Tadeusz Kozioł; 15 oficerów rezerwy, między innymi: ppor. rez. Tomasz Malinowski, Antoni Chmielecki, Edward Pluszczyński, 9 podchorążych II i I rocznika SPArt, ok. 500 podoficerów i szeregowych rezerwy i 100 koni. Dopiero 2 września OZN 17 pal wyjechał dwoma transportami kolejowymi z Gniezna w kierunku Kielc. Z uwagi na zniszczenia linii kolejowych i zakorkowanie ich przez stojące transporty, na stacji Czerniejewo koło Wrześni transporty wyładowano i podjęto marsz pieszo. 4 września w Koninie, gdy tam dotarł oddział, napotkano opuszczone własne transporty kolejowe, które po udrożnieniu torów zdołały tam dojechać. Po załadowaniu się do transportów kolejowych, OZN 17 pal dojechał do Chojny, w odległości 3 km na wschód od Koła. Tam 6 września ponownie oddział wyładował się i pomaszerował pieszo w kierunku Warszawy, z uwagi na odcięcie drogi do Kielc przez pancerno-motorowe oddziały niemieckie. Marsz pod dowództwem por. Pawła Szpiruka odbywał się w dwóch grupach: pieszej, w której mniejszości narodowe – głównie Niemcy – stanowiły 40%, oraz grupy konnej z taborem. W rejonie Łowicza dołączył pododdział wartowniczy ochrony koszar 17 pal. Po dotarciu do Warszawy, OZN 17 pal został zgrupowany na Pradze przy ulicach Jagiellońskiej i Grochowskiej. Następnie został skierowany do Lublina, przez Rembertów, Anin i Garwolin. W Garwolinie w nocy 13/14 września OZN 17 pal dołączył do batalionu improwizowanego strzelców z OZ Strzelców z Rembertowa, pod dowództwem mjr. Edwarda Wunderlicha. Dołączyły również 2 i 3 bateria 2 pal Leg. Grupa żołnierzy 17 pal uzupełniła baterię 3/2 pal Leg. i wraz z nią podjęła marsz z Garwolina na Lublin. Na południe od Garwolina, batalion z OZ Strzelców mjr Wunderlicha, 3 i 2 bateria stoczyły walkę z podjazdem z niemieckiej Dywizji Pancernej „Kempf”. W trakcie walki poległ ppor. Tadeusz Kozioł. OZN 17 pal i baterie częściowo rozbito. Po walce resztki 2 baterii pomaszerowały na Lublin, a pozostałość 3 baterii wróciła do Warszawy, a wraz z nią, pod dowództwem por. Pawła Szpiruka, część rozproszonego Oddziału Nadwyżek 17 pal. W Warszawie po 15 września por. Paweł Szpiruk zorganizował z pozostałości OZN 17 pal 2 baterię dywizjonu artylerii „Warszawa”, którym dowodził mjr dypl. Juliusz Szostak.     
Obsada 2 baterii artylerii    
- dowódca baterii - por. Paweł Szpiruk
- oficer zwiadowczy - ppor. rez. Antoni Chmielecki
- oficer ogniowy - ppor. rez. Tomasz Malinowski
- dowódca 1 plutonu armat 75 mm - pchor. Chabowski
- dowódca 2 plutonu haubic 100 mm - pchor. NN[41].

Bateria brała udział w walkach na pododcinku „Południe” (Mokotów); skapitulowała wraz z garnizonem Warszawy 28 września.

### Obsada personalna pułku we wrześniu 1939
Dowództwo
- dowódca - ppłk dypl. Stefan Springer (do 2 IX 1939), ppłk art. Stanisław Piwakowski
- adiutant - kpt. Arnold Nowak
- oficer zwiadowczy - kpt. Eugeniusz Komorski
- oficer obserwacyjny - ppor. rez. Florian Sujak
- oficer łączności - kpt. Marian Wiktor Jurkowski
- oficer broni - ppor. rez. inż. Juliusz Mikułowski - Pomorski
- dowódca plutonu topograficzno-ogniowego - por. Karol Kowalczuk

I dywizjon (armat)
- dowódca I dywizjonu - mjr Witold Marian Łoziński
- adiutant - ppor. rez. Marian Kalawski
- oficer zwiadowczy - ppor. Jan Grabowski
- oficer obserwacyjny - ppor. rez. Stefan Kluczewski
- oficer łączności - por. rez. inż. Robert Fiszkal
- oficer łącznikowy do piechoty - ppor. rez. Paweł Głowacki
- oficer płatnik - ppor. rez. Paweł Załużny
- oficer żywnościowy - ppor. rez. Bolesław Kozłowski
- lekarz dywizjonu - ppor. lek. Wacław Cichocki
- lekarz weterynarii dywizjonu - ppor. lek. wet. Roman Bednarczyk
- dowódca kolumny amunicyjnej dywizjonu - por. rez. Jan Ossowski
- dowódca 1 baterii - kpt. Ludomir Kiesewetter
  - oficer zwiadowczy - ppor. rez. Antoni Wolniewicz
  - oficer ogniowy - ppor. rez. Roman Namysł
  - dowódca I plutonu - ppor. Aleksander Tokarski
  - dowódca II plutonu - ppor. Wacław Wójcik
- dowódca 2 baterii - por. Jan Szymborski
  - oficer zwiadowczy - ppor. rez. Jan Kurowski
  - oficer ogniowy - ppor. Jan Seib
  - dowódca I plutonu - ppor. Witold Kurland
  - dowódca II plutonu - Wacław Wójciak
- dowódca 3 baterii - por. rez. Władysław Antoni Walczak
  - oficer zwiadowczy - ppor. Jan Stradowski
  - oficer ogniowy - ppor. Mieczysław Korytkowski
  - dowódca I plutonu - ppor. Marian Różakolski
  - dowódca II plutonu - kpr. pchor. Zbigniew Gądziński

II dywizjon (haubic)
- dowódca II dywizjonu - mjr Alojzy Kazimierz Krannerwetter
- adiutant - ppor. rez. inż. Kazimierz Michał Zub
- oficer zwiadowczy - ppor. rez. Aleksander Schmit
- oficer obserwacyjny - ppor. rez. Klemens Matuszewski
- oficer łączności - ppor. Franciszek Jęczkowski
- oficer łącznikowy do piechoty - ppor. Joachim Kościński
- oficer płatnik - ppor. rez. Kazimierz Łotocki
- oficer żywnościowy - ppor. Ernest Lehfeldt
- lekarz dywizjonu - kpr. pchor. san. Gerhard Sobecki
- lekarz weterynarii dywizjonu - ppor. lek. wet. Edward Pluszyński
- dowódca kolumny amunicyjnej dywizjonu - ppor. rez. Franciszek Laurentowski
- dowódca 4 baterii - kpt. dypl. Bolesław Antoni Lewiński
  - oficer zwiadowczy - ppor. rez. Jerzy Wróblewski
  - oficer ogniowy - ppor. rez. Gwidon Nalegowicz
  - dowódca I plutonu - ppor. Aleksander Dzianott
  - dowódca II plutonu - ppor. Mieczysław Kosicki
- dowódca 5 baterii - por. Witold Rydlewicz
  - oficer zwiadowczy - ppor. rez. Gerhard Ganasiński
  - oficer ogniowy - ppor. rez. Lech Juszczakiewicz
  - dowódca I plutonu - ppor. Marian Kubś
  - dowódca II plutonu -ppor. Bogdan Müller
- dowódca 6 baterii - por. rez. Wiktor Wawrowski (do 4 IX), kpt. Ludwik Głowacki - za kampanię wrześniową 1939 bateria została odznaczona orderem Virtuti Militari[47]
  - oficer zwiadowczy - ppor. rez. Jan Stachecki
  - oficer ogniowy - ppor. Leon Nowak
  - dowódca I plutonu - ppor. Marian Zygmunt
  - dowódca II plutonu - ppor. Antoni Głowacki

III dywizjon (haubic)
- dowódca III dywizjonu - Kazimierz Julian Klimko
- adiutant - ppor. rez. Edmund Pawlak
- oficer zwiadowczy - kpt. Antoni Wojciechowski
- oficer obserwacyjny - ppor. Felicjan Nieciengiewicz
- oficer łączności - por. rez. Otton Masełkowski
- oficer łącznikowy do piechoty - ppor. Bolesław Lutomski
- oficer płatnik - ppor. rez. Edmund Płowczyński
- oficer żywnościowy - ppor. rez. Feliks Pleciński
- lekarz dywizjonu - ppor. lek. dr Jan Jabłoński
- lekarz weterynarii dywizjonu -ppor. lek. wet. Stanisław Wędrychowski
- dowódca kolumny amunicyjnej dywizjonu - kpt. rez. inż. Władysław Tilgner
- dowódca 7 baterii - kpt. Tadeusz Poszumski
  - oficer zwiadowczy - ppor. rez. Kazimierz Gardziel
  - oficer ogniowy - ppor. Mieczysław Stapf
  - dowódca I plutonu - ppor. Alfons Orlikowski
  - dowódca II plutonu - ppor. Kazimierz Gardziel
- dowódca 8 baterii - por. Tadeusz Fiutowski
  - oficer zwiadowczy - por. Bolesław Droste
  - oficer ogniowy - ppor. rez. Kazimierz Lipski
  - dowódca I plutonu - plut. pchor. Bolesław Rupczyński
  - dowódca II plutonu - ppor. Stanisław Szczurkiewicz
- dowódca 9 baterii - por. rez. Antoni Alfred Terlecki-Prokopowicz 
  - oficer zwiadowczy - ppor. Józef Ruszkowski
  - oficer ogniowy - ppor. Feliks Witwicki
  - dowódca I plutonu - ppor. Leszek Wójcik
  - dowódca II plutonu - ppor. Antoni Gniot

## Symbole pułkowe

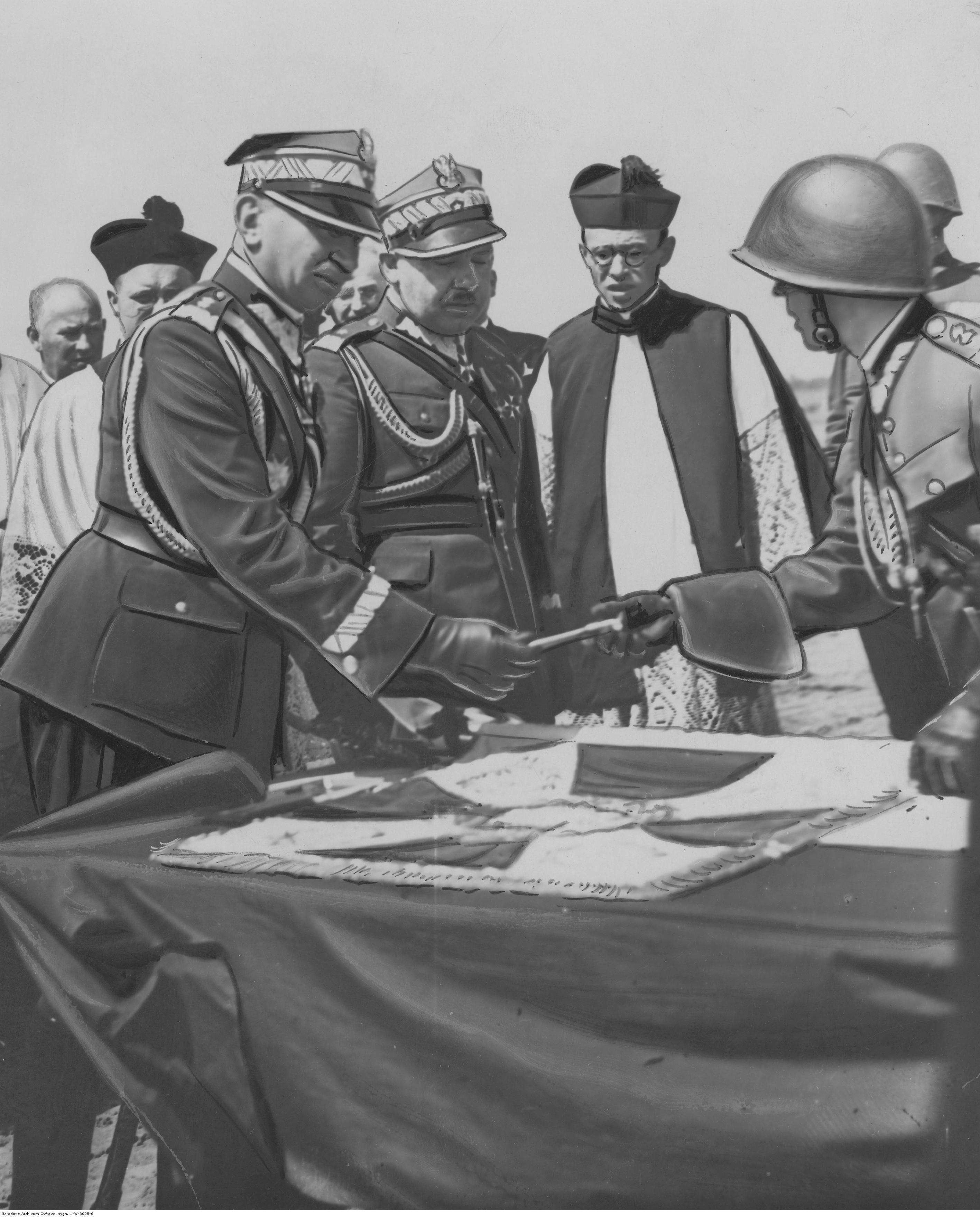
Wręczenie sztandarów pułkom artylerii z VII OK w Poznaniu - gen. Juliusz Rómmel wbija gwóźdź w drzewce sztandaru.

### Sztandar
27 listopada 1937 roku Prezydent RP Ignacy Mościcki zatwierdził wzór sztandaru 17 pal.

29 czerwca 1938 roku, podczas ceremonii wręczenia sztandarów oddziałom artylerii poznańskiego OK, na dziedzińcu koszar na Sołaczu w Poznaniu, gen. dyw. Juliusz Rómmel wręczył dowódcy pułku sztandar ufundowany przez społeczeństwo miasta i powiatu gnieźnieńskiego.

Sztandar został wykonany zgodnie z wzorem określonym w rozporządzeniu Prezydenta Rzeczypospolitej z dnia 13 grudnia 1927 o godłach i barwach państwowych oraz o oznakach, chorągwiach i pieczęciach.
Na prawej stronie płata znajdował się amarantowy krzyż, w środku którego wyhaftowano orła w wieńcu laurowym. Na białych polach, pomiędzy ramionami krzyża, znajdowały się cyfry 17 w wieńcach laurowych.

Na lewej stronie płata sztandarowego, pośrodku krzyża kawaleryjskiego, znajdował się wieniec taki sam jak po stronie prawej, a w wieńcu trzywierszowy napis „HONOR I OJCZYZNA”.

### Odznaka pamiątkowa
20 kwietnia 1926 roku Minister Spraw Wojskowych generał broni Lucjan Żeligowski zatwierdził odznakę pamiątkową 17 pułku artylerii polowej. Odznaka o wymiarach 45x45 mm ma kształt krzyża maltańskiego o ramionach pokrytych emalią w barwach artylerii, z czarną obwódką. Na środek krzyża, na tle skrzyżowanych luf armatnich, nałożone jest złote koło w formie poprzecznego przekroju lufy armatniej, na którym umieszczono herb Gniezna. Na kole wpisany jest rok powstania pułku 1919, numer i inicjały „17 P.A.P.” oraz poprzednia nazwa „2 P.A.L. WLKP”. Odznaka trzyczęściowa - wykonana w tombaku srebrzonym, złocona i emaliowana. Wykonawcą odznaki był Kazimierz Gajewski z Warszawy.

## Wielkopolscy artylerzyści
Dowódcy pułku
- ppor. / ppłk Eugeniusz Gałuszyński
- płk art. Stanisław Henryk Józef Więckowski (do X 1929)
- ppłk / płk art. Wacław Młodzianowski (I 1930 – IV 1937)
- płk dypl. Stefan Springer (do 31 VIII 1939 → dowódca artylerii GO gen. Kruszewskiego)
- ppłk art. Stanisław Piwakowski (od 1 IX 1939)

Zastępcy dowódcy pułku (od 1938 – I zastępca dowódcy)
- ppłk Karol Adolf Steuer (do 8 X 1925 → dowódca kompanii pomiarów akustycznych w Szkole Pomiarów Artylerii w Toruniu[53])
- ppłk Bolesław Piotr Kodlewicz (od 8 X 1925[53] – 1928)
- mjr dypl. Jerzy Orski (III 1932 – V 1934 → wykładowca w CWPiech.[54])
- ppłk art. Bronisław Piniecki (V – X 1934 → zastępca dowódcy 10 pac[55])
- ppłk art. Edmund Bartkowski (X 1934[55] – 1939)
- mjr art. Marian Borzysławski (II z-ca d-cy/kwatermistrz – 1939)

Oficerowie i żołnierze pułku

### Żołnierze 17 pułku artylerii lekkiej - ofiary zbrodni katyńskiej
Biogramy ofiar zbrodni katyńskiej znajdują się między innymi w bazach udostępnionych przez Ministerstwo Kultury i Dziedzictwa Narodowego oraz Muzeum Katyńskie.
| Nazwisko i imię         | stopień              | zawód             | miejsce pracy przed mobilizacją     | zamordowany |
| ----------------------- | -------------------- | ----------------- | ----------------------------------- | ----------- |
| Katzer Hugon            | porucznik rezerwy    | inżynier chemik   | dyr. Szkoły Mleczarskiej w Gnieźnie | Katyń       |
| Opieliński Edmund       | kapitan              | żołnierz zawodowy |                                     | Katyń       |
| Przygodziński Bronisław | kapitan rezerwy      |                   | przemysłowiec                       | Katyń       |
| Grocholski Feliks       | porucznik rezerwy    | agronom           |                                     | Charków     |
| Hubert Stanisław        | podporucznik rezerwy | farmaceuta, mgr   | apteka w Ostrowie Wlkp.             | Charków     |

## Upamiętnienie
Tradycje pułku kultywuje 17 Wielkopolska Brygada Zmechanizowana im. gen. broni Józefa Dowbor-Muśnickiego.

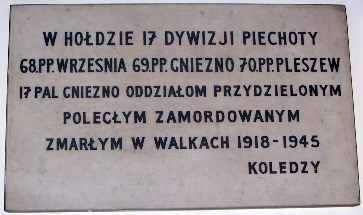
Tablica w kościele garnizonowym w Londynie